# Parc animalier de Merlet
Koordinaten: 45° 54′ 26,5″ N, 6° 49′ 7,3″ O

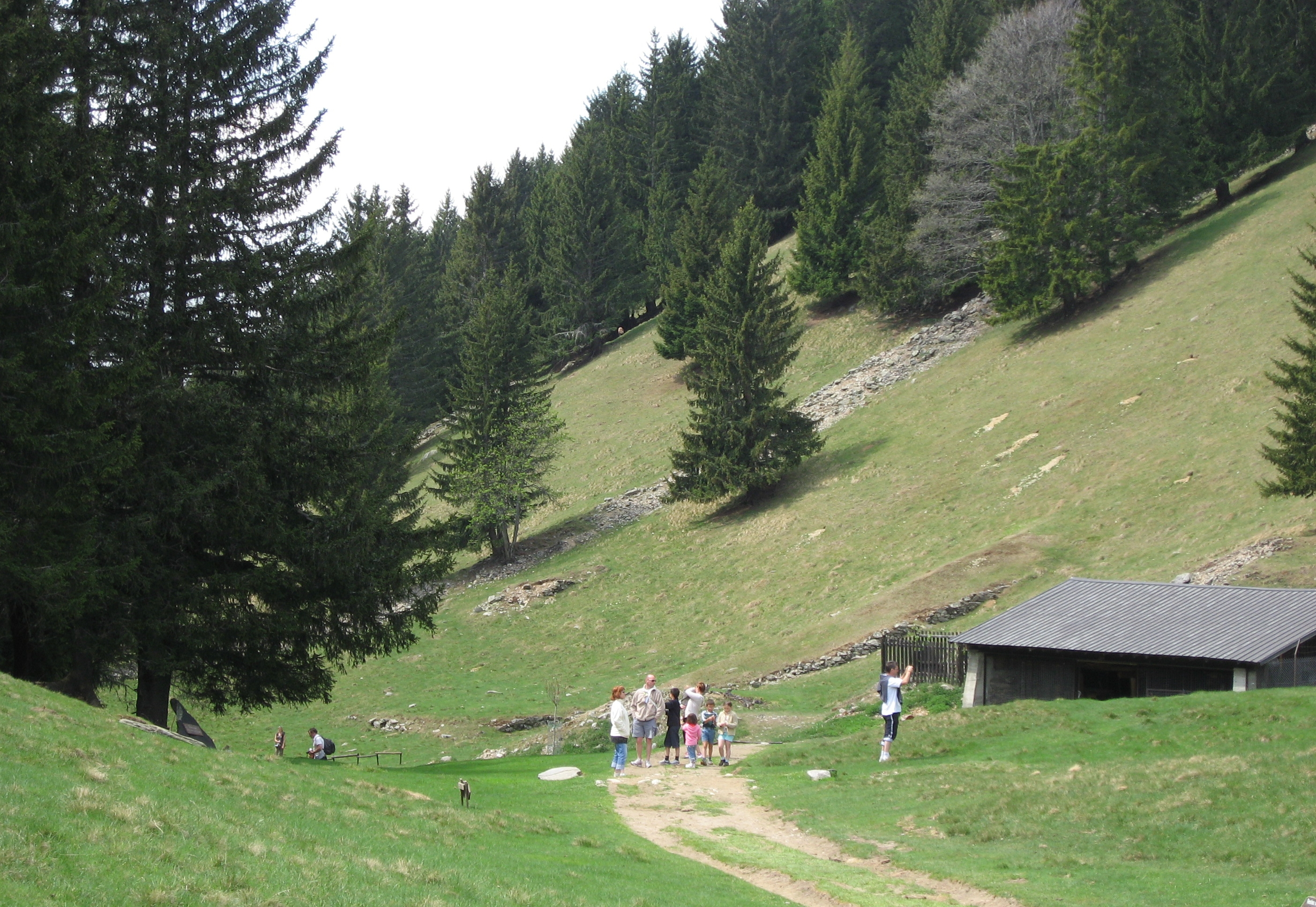
Wanderweg im Park

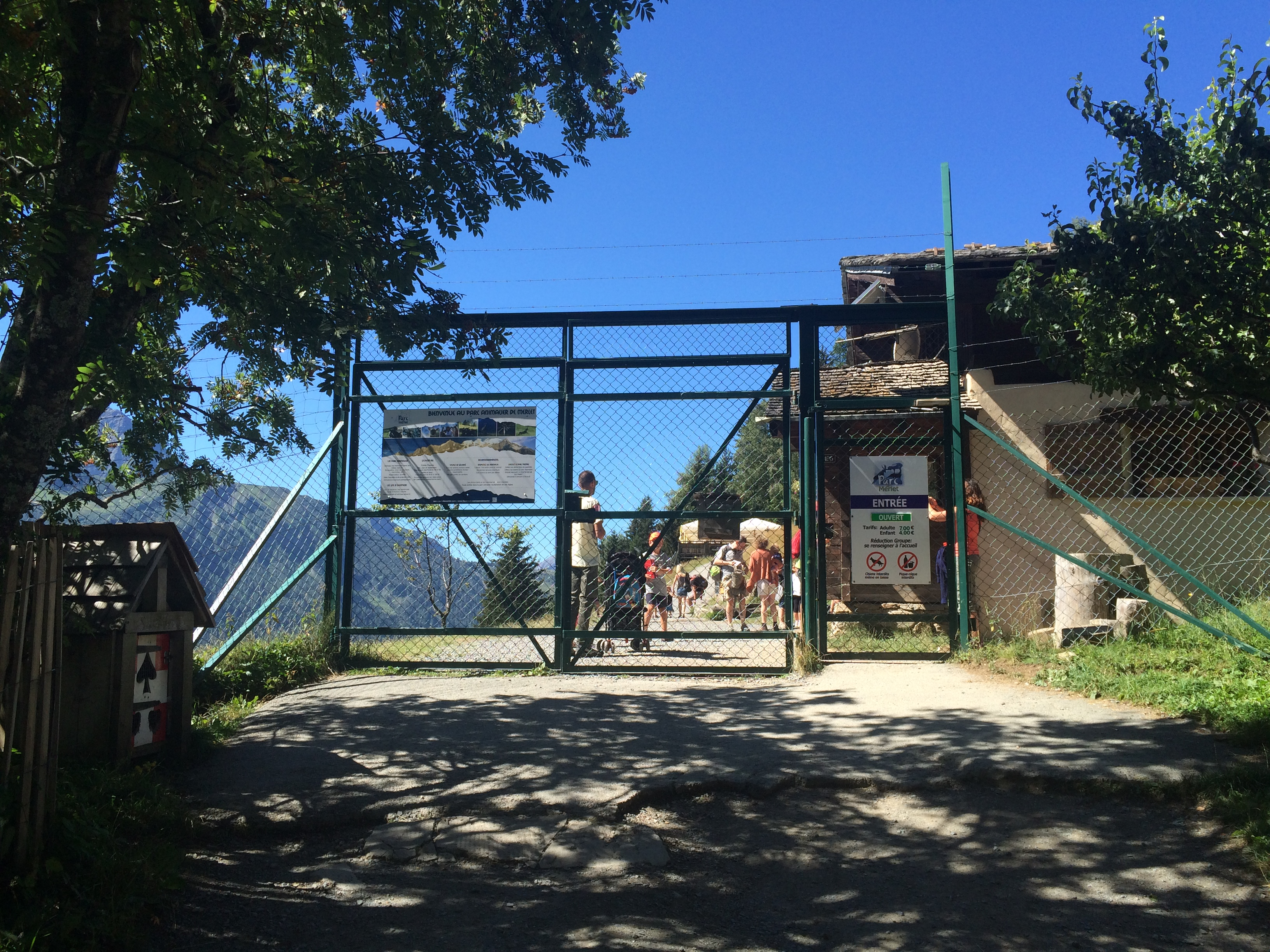
Eingang zum Park

Der Parc animalier de Merlet, meist einfach Parc de Merlet genannt, ist ein zooähnlicher, gebirgiger Wildtierpark, der sich auf der Alm Merlet in der französischen Gemeinde Les Houches im Département Haute-Savoie in der Region Auvergne-Rhône-Alpes in einer Höhe von 1500 Metern befindet. Chamonix-Mont-Blanc ist 12 Kilometer in östlicher Richtung entfernt. Der Parc de Merlet ist Mitglied der Association Française des Parcs Zoologiques (AFdPZ). Die Besucher haben vom Park aus einen beeindruckenden Blick auf die Mont-Blanc-Gruppe.

## Geschichte
Der Parc animalier de Merlet wurde 1968 von der Familie Cachat gegründet, die seitdem den Park führt. Der Tierpark wurde als privater Betrieb angelegt und wird in den Sommermonaten kommerziell und touristisch genutzt. Während dieser Zeit beschäftigt der Park vier Saisonarbeiter. Für Besucher ist der Park von Mai bis September geöffnet.
Die etwa 60 im Park lebenden Tiere fressen in erster Linie Gras und Kräuter. Dadurch sind die Wiesen im Laufe der Jahre erheblich verarmt. Die globale Erwärmung in Verbindung mit der Südlage des Parks verstärkt die Bodenaustrocknung. Damit sich die Wiesen regenerieren können, braucht das gesamte Gelände eine längere Pause. Die Parkverwaltung hat deshalb entschieden, im Jahr 2026 den Tierbestand zu verkleinern und die verbleibenden Individuen in anderen Gehegen in der Nähe unterzubringen. Für das Jahr 2027 ist geplant, das Gelände ein Jahr lang für die Öffentlichkeit zu schließen.

## Tierbestand
Im Parc animalier de Merlet leben rund 60 Tiere mit sieben Säugetierarte auf einem ca. 21 Hektar großen Gelände. Den Schwerpunkt bildet die Alpenfauna. Gehalten werden Gämse, Damwild, Alpensteinbock,  Mufflon, Sikahirsch, Lama und Alpenmurmeltier. Im Bereich der Gehöfte werden außerdem Gänse gehalten.

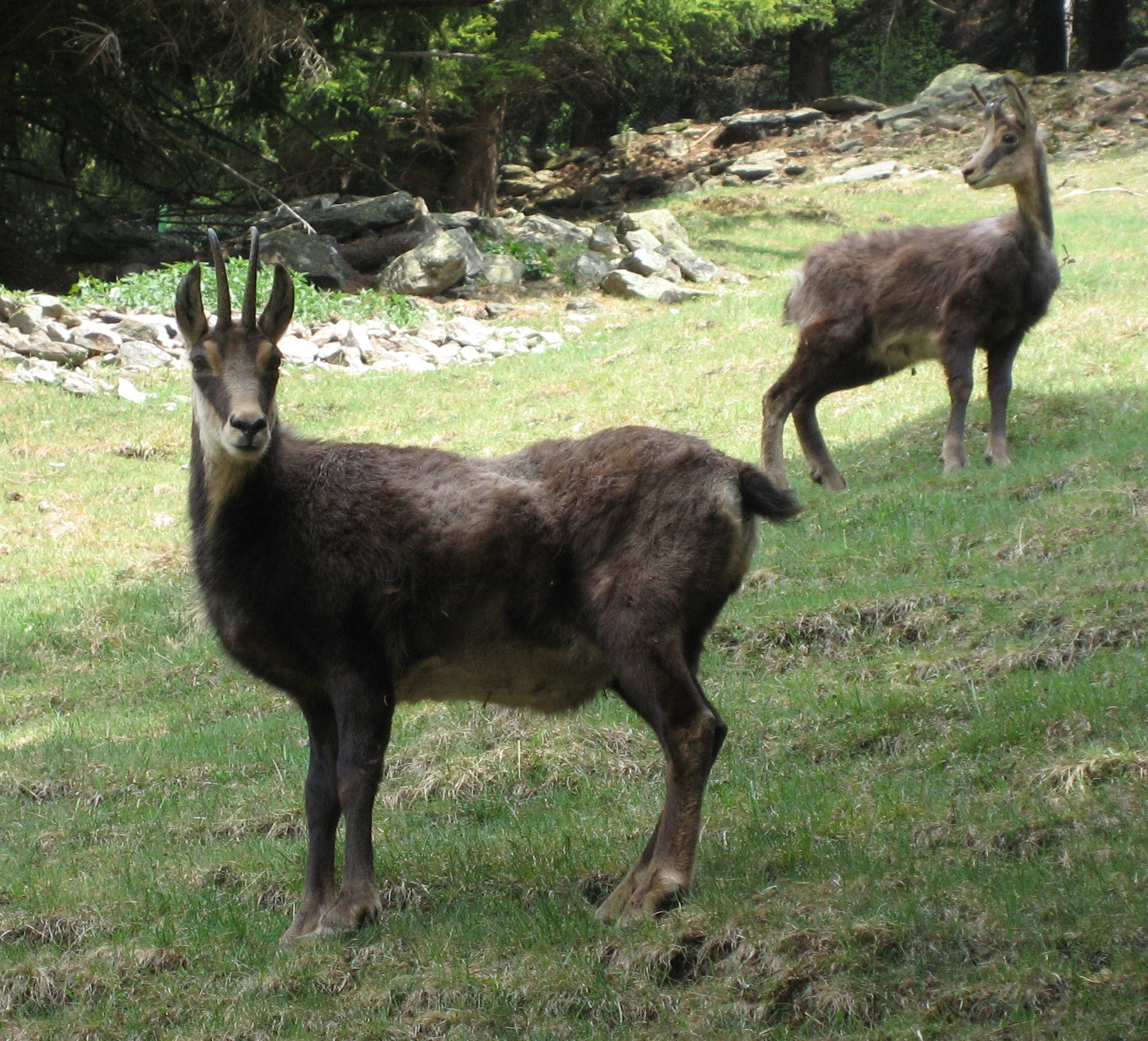
Gämsen
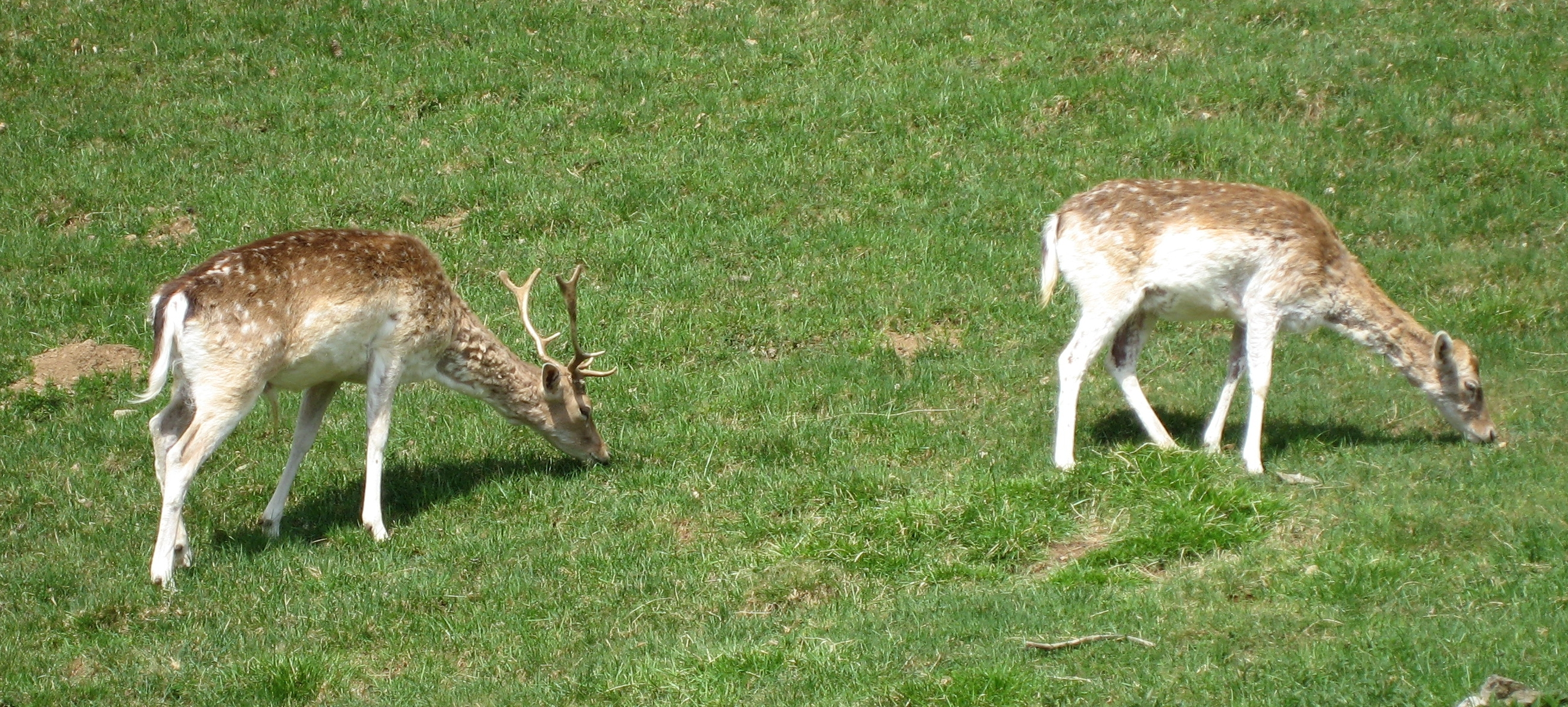
Damwild, Männchen und Weibchen
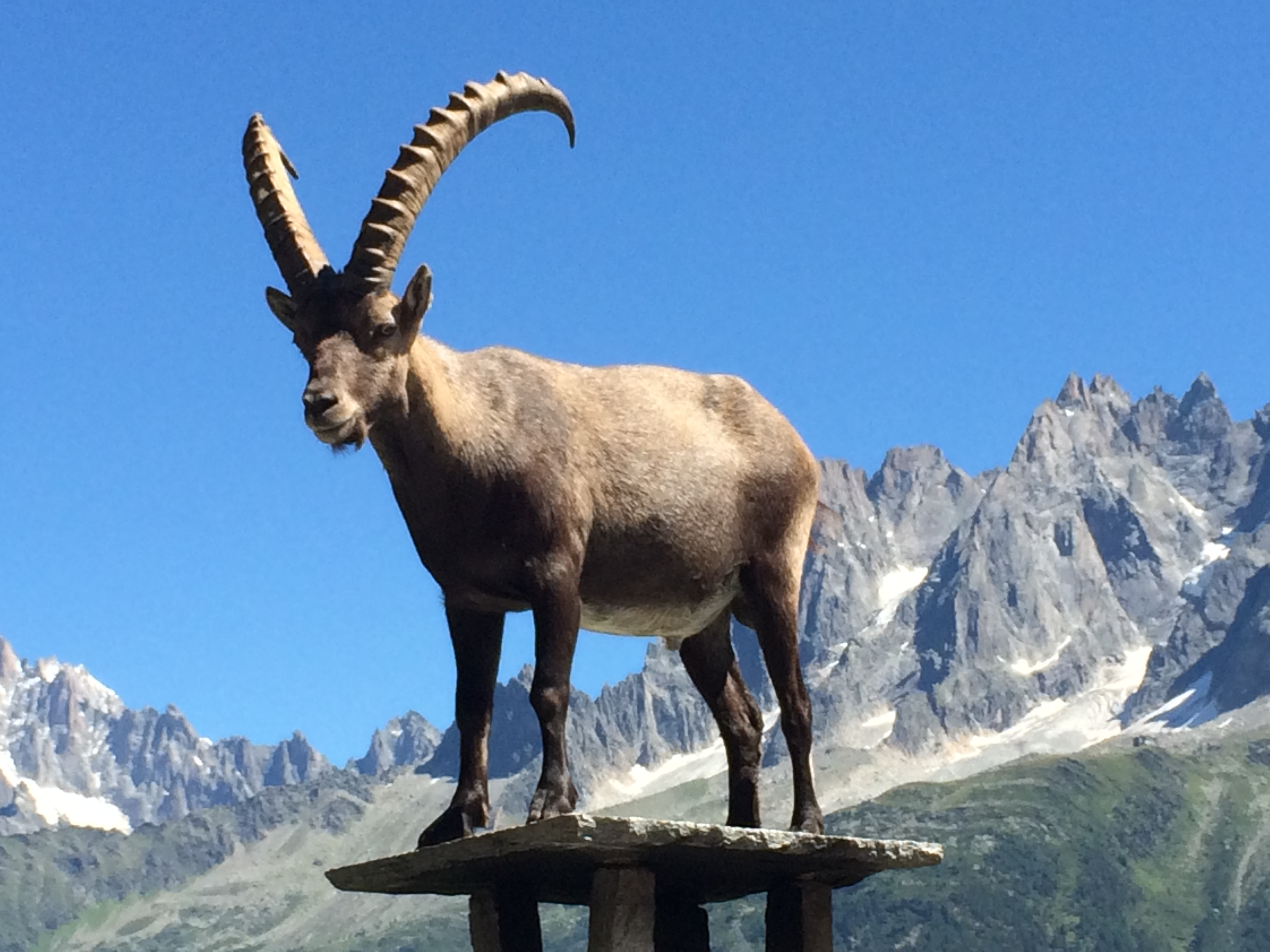
Alpensteinbock, Männchen
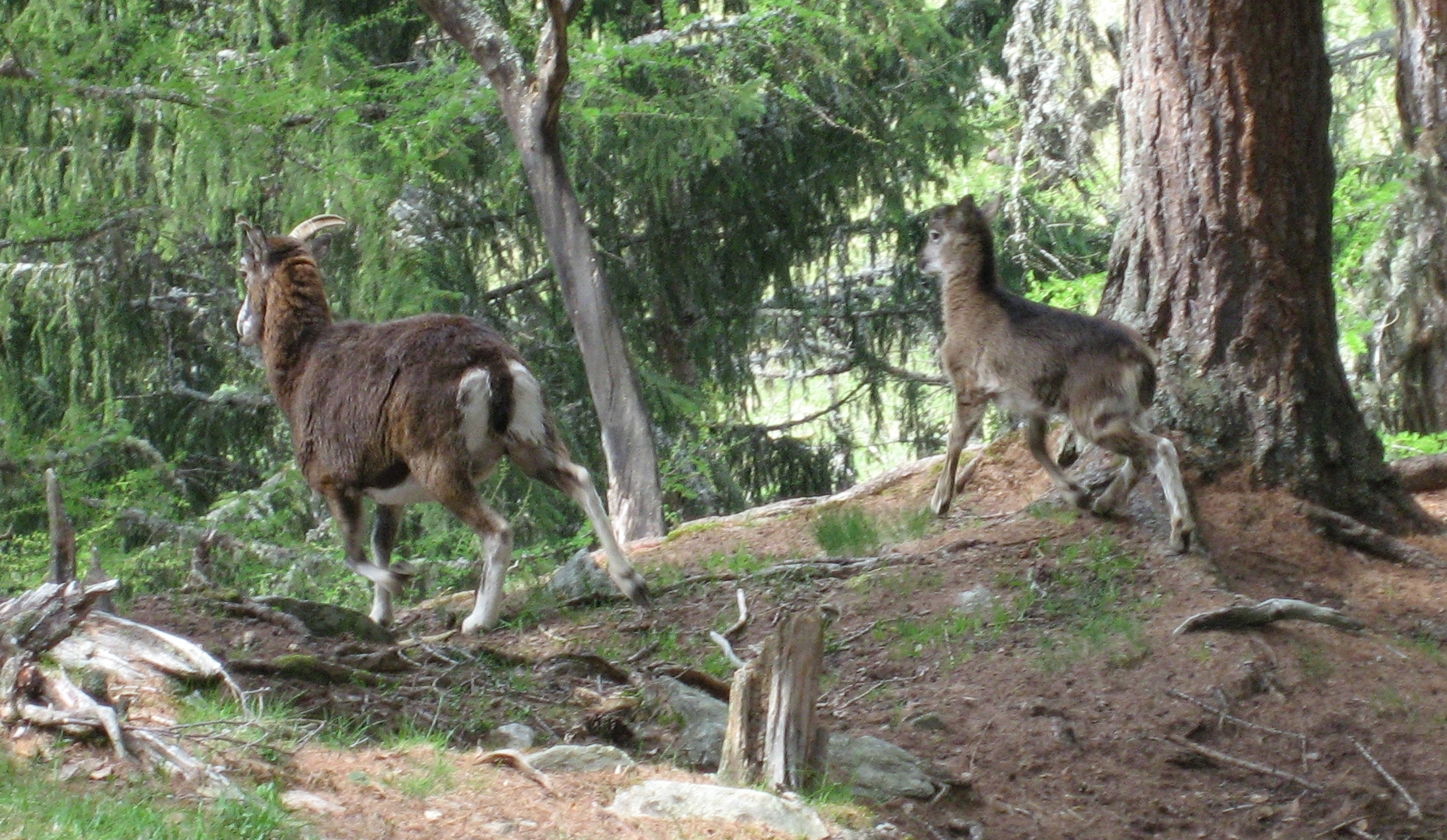
Mufflons
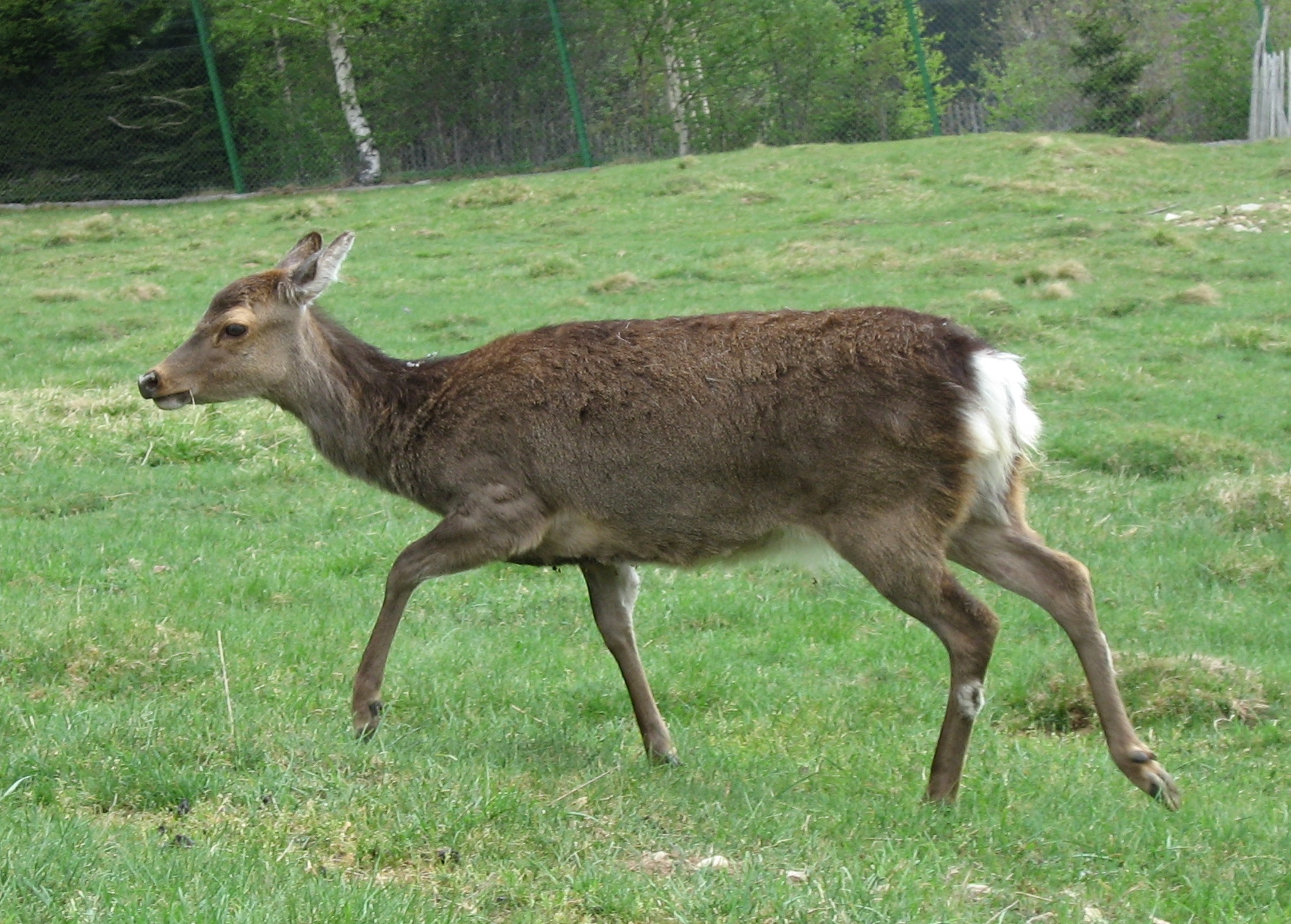
Sikahirsch, Weibchen
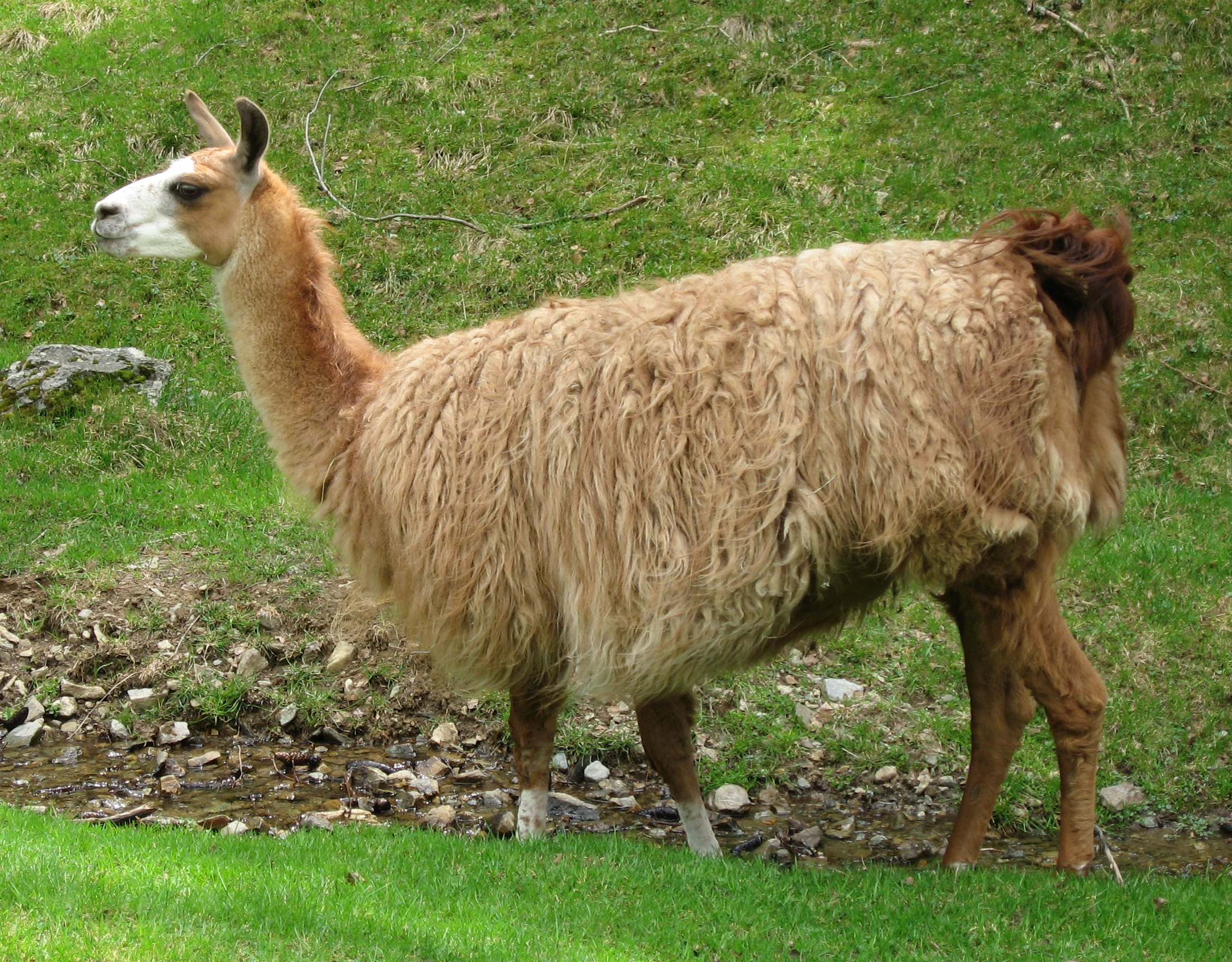
Lama
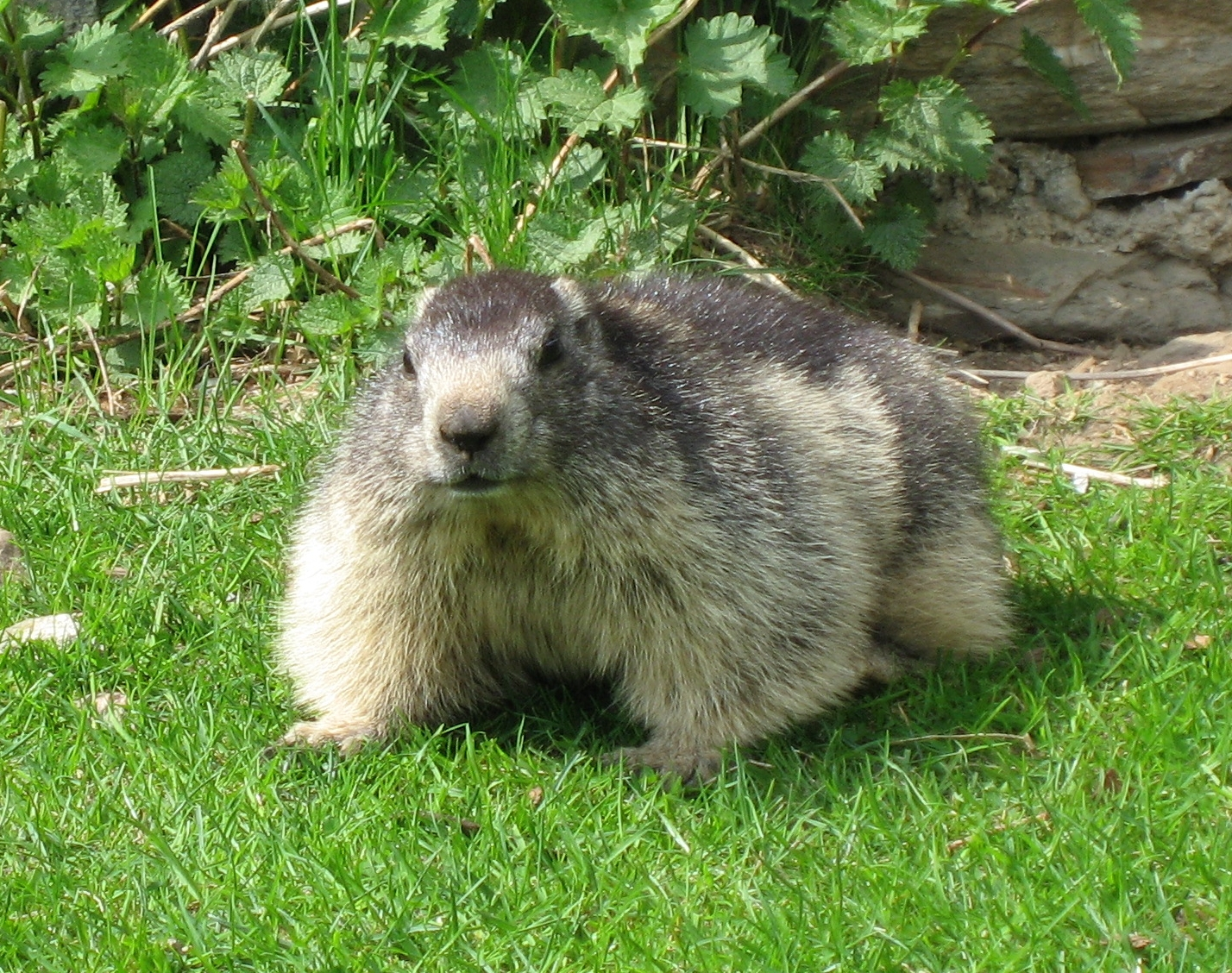
Alpenmurmeltier

Die Tiere bewegen sich frei im Gelände und kreuzen die Wanderwege der Besucher. Enge Kontakte zwischen Mensch und Tier sind dadurch möglich. Im Sommer fressen die Tiere das auf der Alm wachsende Gras. Alle zwei Tage wird vor der Verwaltung des Parks eine spezielle Nahrung zugefüttert. Dadurch können die Tiere beobachtet und gezählt werden. Es kann auch festgestellt werden, ob einzelne Individuen evtl. Probleme haben. Den Winter über werden die Tiere mit acht bis neun Tonnen Heu versorgt.

## Besonderheiten
Der Park befindet sich in einem Höhenbereich um 1500 Meter über dem Meeresspiegel in einer gebirgigen Landschaft. Zwei Rundwege führen durch den Park. Die Tiere bewegen sich frei auf dem Gelände und können den Menschen nahe kommen. Die Parkordnung schreibt vor, auf den markierten Wegen zu bleiben, einen Abstand von 10 Metern zu den Tieren einzuhalten, diese nicht zu berühren, kein Futter zu reichen und generell Ruhe zu bewahren. Die Mitnahme von Hunden ist nicht gestattet.
Umweltverträglichkeit ist ein bedeutendes Anliegen des Parks. Beispielsweise werden die Toiletten, um Wasser zu sparen, mit dem Ecosphere-System betrieben. Dem ersten Anschein nach sind Toiletten ohne Wasser ungewöhnlich. Anstatt mit Wasser zu spülen, aktiviert das Ecosphere-System ein spezielles, unterirdisches Förderbandsystem in Verbindung mit einer Trocknungsfläche und einer Entlüftungsanlage. Dabei wird Urin von anderen Fäkalien getrennt und unterirdisch entsorgt. Das System wird ebenfalls erfolgreich auf der Trifthütte in der Schweiz eingesetzt.
Der Parc de Merlet war nie mit dem Stromnetz verbunden. Der gesamte Strom wird aus einer Kombination von 60 Quadratmetern Sonnenkollektoren sowie einer kleinen Wasserturbine mit einer Leistung von bis zu 2,3 kW erzeugt. Die überschüssige Produktion kann zunächst in einer Gruppe von 24 Volt-Batterien gespeichert werden und dank eines starken Wechselrichters bei Bedarf zurück in 220 Volt umgewandelt werden.